# حادثة مودان
حادثة مودان عام 1871 ( الصينية :八瑤灣事件; اليابانية :宮古島島民遭難事件 أو琉球漂流民殺害事件 )  كانت مذبحة راح ضحيتها 54 بحارًا من ريوكيوان في تايوان في عهد تشينغ والذين تجولوا في الجزء الأوسط من تايوان بعد أن تحطمت سفينتهم قبالة الساحل الجنوبي الشرقي لتايوان. تم إنقاذ اثني عشر ناجًا من قبل سكان الهان المحليين وتم إعادتهم لاحقًا إلى جزيرة مياكو في جزر ريوكيو.
وبما أن مملكة ريوكيو كانت دولة تابعة للصين في عهد تشينغ، فضلاً عن كونها تقع ضمن نطاق النفوذ الياباني (الذي كانت تربطها به أيضاً علاقة تابعة)، فقد استُخدمت المذبحة كذريعة لليابان لغزو جنوب تايوان في عام 1874 للانتقام "للمواطنين اليابانيين" ثم ضم مملكة ريوكيو في عام 1879.

## الحادثة

### حطام السفينة
في يوم 30 نوفمبر عام 1871، غادرت أربع سفن تابعة لريوكيوان عاصمة شوري ، في جزيرة أوكيناوا، متجهة إلى جزيرة مياكو وجزر ياياما (كلاهما في الجزء الجنوبي من مملكة ريوكيو). ومع ذلك، قبل الوصول إلى الوطن، انحرفت السفن الأربع عن مسارها وضربتها إعصار في يوم 12 ديسمبر عام 1871.  من بين السفينتين المتجهتين إلى ياياما، فُقدت إحداهما وهبطت الأخرى على الساحل الغربي لتايوان وعادت إلى الوطن بمساعدة مسؤولي تشينغ.  من بين السفينتين المتجهتين إلى ميياكوجيما، عادت إحداهما إلى مياكو، وتحطمت الأخرى قبالة ساحل جنوب شرق تايوان بالقرب من خليج بادييودر ( بالصينية :八瑤灣؛ بينيين : Bāyáowān ).  كان هناك 69 راكبًا على متن السفينة الغارقة، توفي ثلاثة منهم أثناء محاولتهم الوصول إلى الشاطئ.

### المذبحة
في 17 ديسمبر 1871، تمكن الركاب الـ 66 المتبقين من ريوكيوان من الوصول إلى الشاطئ والتقوا برجلين صينيين حذروهم من السفر إلى الداخل خوفًا من مواجهة شعب بايوان ، الذين أفاد الرجال أنهم خطرون.  ووفقًا للناجين، فقد سرقهم الصينيون وقرروا الانفصال.
في صباح يوم 18 ديسمبر، انطلق الناجون غربًا وبالتالي واجهوا، على ما يبدو، شعب بايوان، الذي أحضروهم لاحقًا إلى قرية كوسكوس ( الصينية :高士佛؛ بينيين : Gāoshìfó ) وزودهم بالطعام والماء والسكن في المساء.  ووفقًا لفالجيلوك مافالو المحلي في كوسكوس، كان الماء رمزًا للحماية والصداقة. تدعي الإفادة التي أنهم تعرضوا للسرقة من قبل مضيفين كوسكوس أثناء الليل.  في الصباح، أُمروا بالبقاء في مكانهم بينما غادر الصيادون للبحث عن الطرائد لتوفير وليمة. فزع الناجون من الرجال المسلحين وشائعات صيد الرؤوس، فغادروا بينما كانت فرقة الصيد بعيدة.  ووجدوا مأوى في منزل أحد أفراد خدمة مركز التجارة هاكا البالغ من العمر 73 عامًا ، دينج تيانباو. عثر رجال بايوان على الناجين وسحبوهم للخارج وذبحوهم، بينما مات آخرون في قتال أو أُلقي القبض عليهم وهم يحاولون الهرب. قُتل أربعة وخمسون في المذبحة بينما حاول ثلاثة الهرب ولكن تم القبض عليهم. اختبأ تسعة من الناجين في منزل دينغ. انتقلوا إلى مستوطنة هاكا أخرى تسمى بولياك ( بالصينية :保力؛ بينيين : Bǎolì ) حيث وجدوا ملجأ لدى صهر دينغ، يانغ يووانغ. رتب يانغ فدية ثلاثة رجال وآوى الناجين لمدة 40 يومًا قبل إرسالهم إلى محافظة تايوان ( تاينان الحديثة ). نُقل الناجون لاحقًا إلى فوتشو ثم عادوا إلى ديارهم في ناها في يوليو 1872.

### الأسباب
ليس من المؤكد ما دفع البايوانيين إلى قتل الريوكيوان. يقول البعض إن الريوكيوان لم يفهموا آداب الضيافة البايوانيين، فأكلوا وهربوا، أو أن خاطفيهم لم يتمكنوا من الحصول على فدية فقتلوهم. ووفقًا لليانيس بونانانغ، وهو من سكان مودان، دخل 66 رجلاً لا يفهمون اللغات المحلية إلى كوسكوس وبدأوا في أخذ الطعام والشراب، وهو رمز محلي للحماية والصداقة، متجاهلين حدود القرية. "في تقاليد قبيلة بايوان، يعني شرب الماء من شخص غريب الموافقة على التعامل السلمي بين متساوين. لكن الاختفاء المفاجئ خرق هذا الاتفاق، وحوّل الضيوف إلى أعداء."  وقد استنزفت جهود مساعدة الغرباء بالطعام والشراب موارد كوسكوس. وفي النهاية قُتلوا جزاءً على أفعالهم المشينة. عُرفت حادثة غرق السفينة ومقتل البحارة باسم حادثة مودان، على الرغم من أن هذه التسمية لا تزال خاطئة لأن المذبحة لم تحدث في مودان (المعروفة باسم سينفودجان من قبل شعب بايوان المحلي)، ولكن في كوسكوس.

## العواقب
لم تُسبب حادثة مودان أي قلق في اليابان على الفور. علم بها عدد قليل من المسؤولين بحلول منتصف عام 1872 ولكنها لم تصبح مصدر قلق دولي حتى أبريل 1874. كانت إجراءات الإعادة إلى الوطن في عام 1872 وفقًا للكتب وكانت شأنًا منتظمًا لعدة قرون. من القرن السابع عشر إلى القرن التاسع عشر، استقرت أسرة تشينغ على 401 حادثة حطام سفينة ريوكيوان على ساحل البر الرئيسي للصين وتايوان.  كانت حطام السفن خلال هذه الفترة الزمنية شائعة. بين عامي 1701 و1876، تحطمت 278 سفينة ريوكيوان على طول ساحل الصين، أكثر من حطام سفن ريوكيوان على طول ساحل تايوان.  لم تطلب مملكة ريوكيو من المسؤولين اليابانيين المساعدة فيما يتعلق بحطام السفينة. بدلاً من ذلك، أرسل ملكها، شو تاي ، مكافأة إلى المسؤولين الصينيين في فوتشو لإعادة الناجين الاثني عشر.
في سبتمبر 1872، خلعت اليابان ملك ريوكيو.  ورغم أن مملكة ريوكيو كانت دولة مستقلة وقت الحادث، طالبت الحكومة اليابانية في النهاية بمحاسبة حكومة تشينغ على أفعال البايوانيين، وهو ما رفضته حكومة تشينغ، بحجة أن "الحضارة لم تمتد إلى المنطقة".  وفي عام 1874، شن المسؤولون اليابانيون غزوًا على جنوب تايوان بدعوى الانتقام لمقتل 54 من سكان ريوكيو.

## إرث الحادثة

### اليابان
وفقًا للأستاذ ماتايوشي سييكيو، كانت حادثة مودان مهمة تاريخيًا لسببين: فقد أدت إلى "الحكم بأن جزر ريوكيو تنتمي إلى اليابان"، و"كانت بمثابة حجر الأساس للاحتلال والاستعمار اللاحق لتايوان من قبل اليابان".
أقام جيش الحملة اليابانية برجًا تذكاريًا أمام المقبرة حيث صنع رجال الإنقاذ التايوانيون 44 جمجمة وجمعوها؛ ولم يُعثر على 10 جماجم. نُقلت الجماجم أولًا إلى ناغازاكي ثم إلى ناها ودُفنت هناك، ثم لاحقًا في جوكوكو-جي (أوكيناوا) في المدينة نفسها. في عام 1980، أُعيد بناء المقبرة من جديد، وحضر الأشخاص ذوو الصلة المراسم من جزيرة مياكو . ومع ذلك، انتقد سكان بايوان وأوكيناوا شاهد القبر لكونه يحمل وجهة نظر يابانية مركزية، بالإضافة إلى كونه غير متزامن.  في عام 1997، زار فوميو مياكوني الأماكن ذات الصلة وكتب كتابًا.

### ريوكيوان وبايوان
طغت الروايات الرسمية اليابانية الأوسع نطاقًا على معظم الروايات المحلية الأصلية لحادثة مودان لسببين: لا تمتلك لغات ريوكيوان نظامًا للكتابة، وكذلك لغة بايوان. ولهذا السبب، يُعتمد على التراث الشفهي، من روايات تاريخية وشهادات وإفادات، في كلٍّ من قضيتي ريوكيوان وبايوان.  ووفقًا لليانيس بونانانغ: "بشكل عام، كان كلٌّ من شعبي ونظراؤنا من مياكو ضحايا، لكن المحزن أن أحفادهم اضطروا للانتظار 140 عامًا ليتمكنوا من الحديث عما حدث كما ورد."  وتُعقد زيارات مصالحة بين أحفاد بحارة مياكو/ريوكيوان وأحفاد بايوان منذ عام 2004.